# Trnovci
Trnovci so naselje v Občini Sveti Tomaž.
Trnovci so razloženo naselje  v povirju Sejanskega potoka. Kmetije so usmerjene v živinorejo. V naselju je več počitniških hiš. Ker je bila dolina že od nekdaj močvirska, ima vas v ljudskem grbu zeleno žabo.